# Lyckås

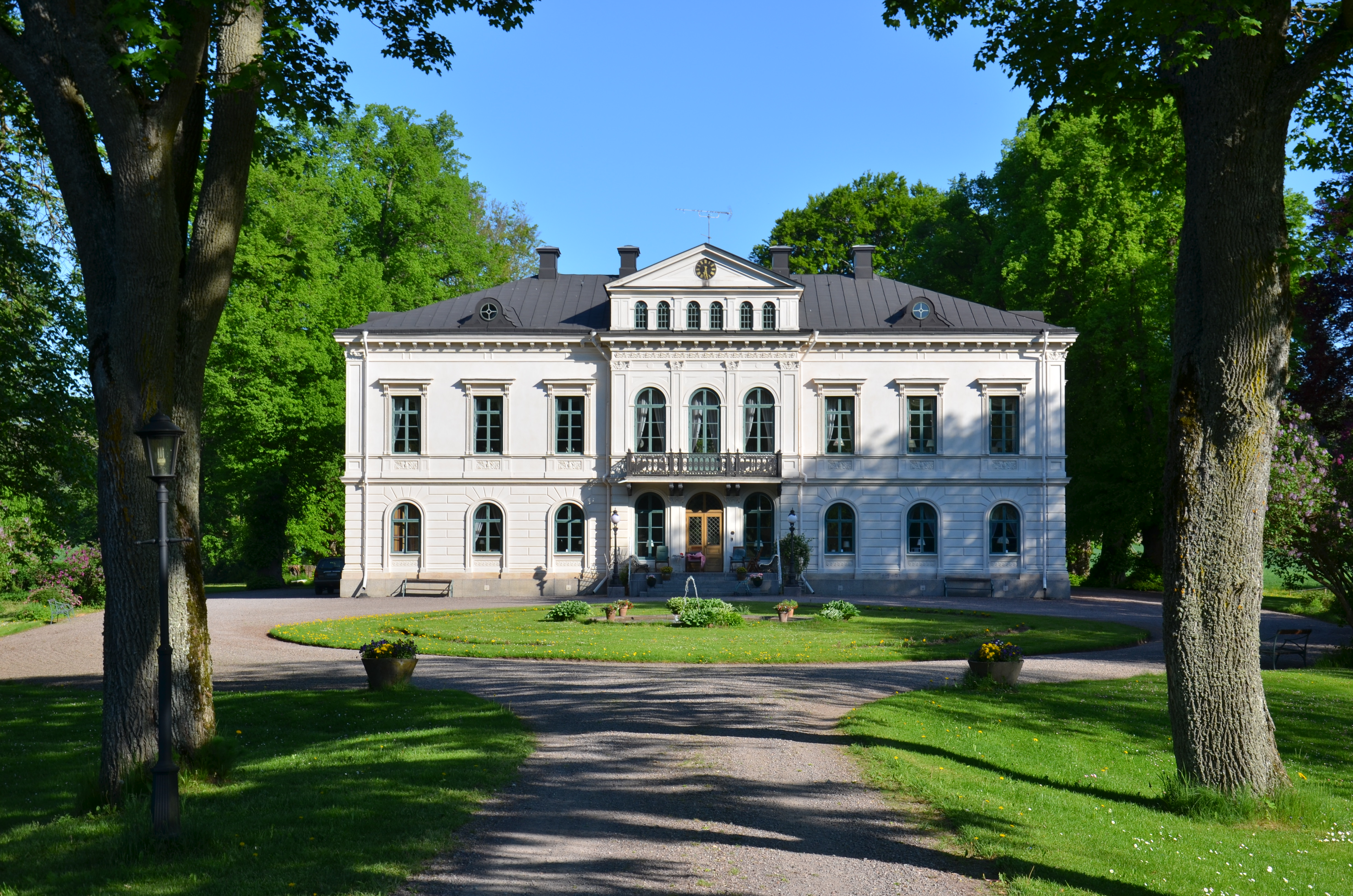
Lyckås säteri.

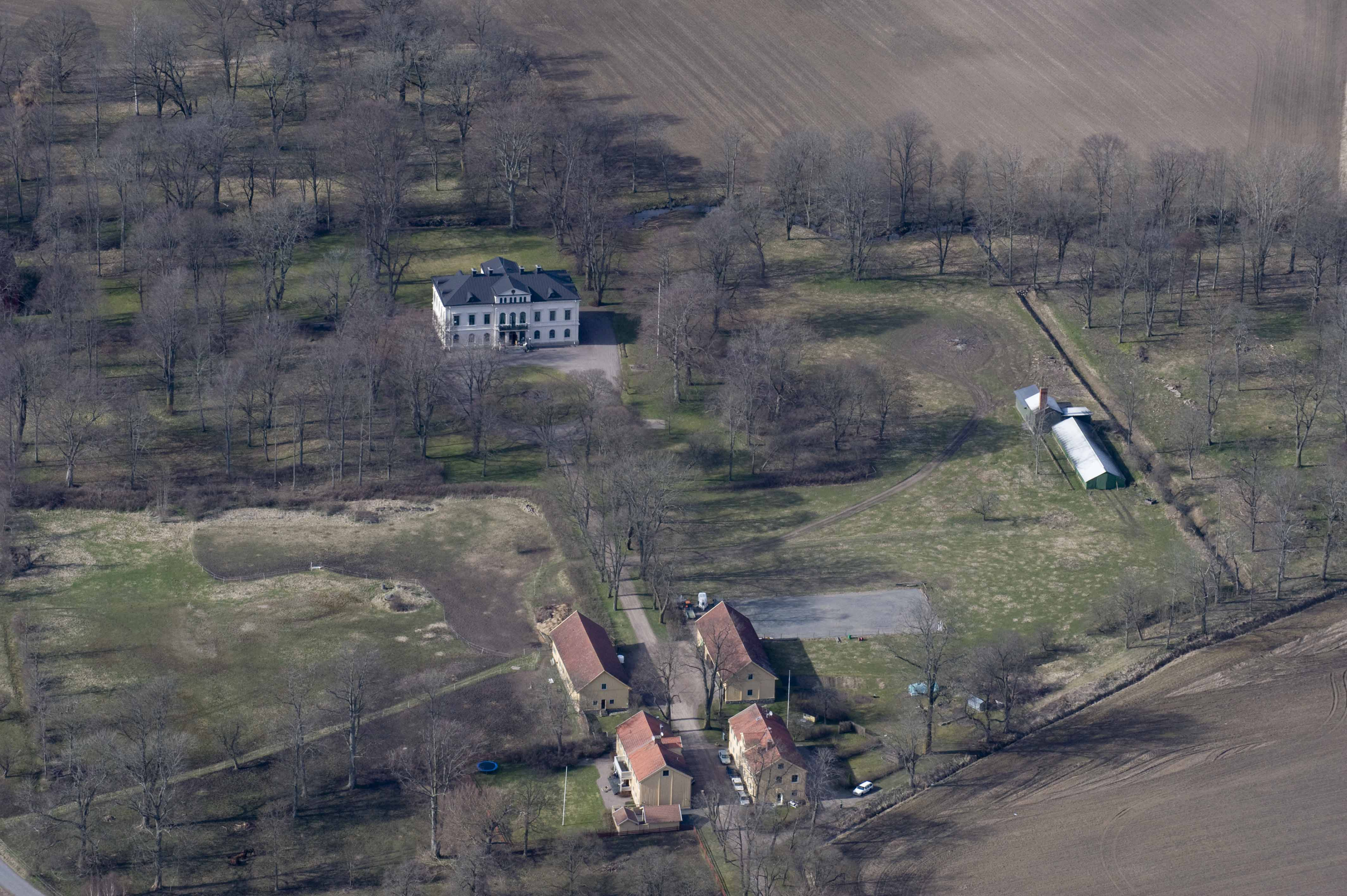
Lyckås från luften.

Lyckås säteri är en herrgård i Skärstads socken i Jönköpings kommun.

## Historik
Lyckås säteri ligger vid Landsjön. Huvudbyggnaden är ett tvåvånings stenhus i renässansstil, byggt 1863. Lyckås fanns sannolikt redan på 1300-talet som en oansenlig gård med namnet Hallösa. I början av 1600-talet ingick gården i Per Brahe den yngres stora egendom. Den såldes 1751 av Ulrika Juliana Gyllenstierna, änka efter riksrådet Nils Gyllenstierna, till hennes måg hovmarskalken friherre Gustaf Jakob Horn af Rantzien. Godset tillhörde senare kanslipresidenten greve Carl Gustaf Löwenhielm (1756–1768) och därefter friherre Axel Johan von Köhler på 1780-talet. Han förbättrade godset i hög grad, dels genom inköp av bland annat Drättinge gård, dels genom sänkning av Landsjön så att stora arealer blev odlingsbara. Senare ägare var översten friherre Erik Göran Adelswärd och statsrådet greve Erik Reinhold Adelswärd (1790–1840), överståthållaren Jakob Essen Hamilton, som lät uppföra den nuvarande herrgårdsbyggnaden efter ritningar av arkitekten Johan Fredrik Åbom, samt James Hamilton, som var initiativtagare till Jönköping–Gripenbergs Järnväg.

## Järnvägsstationen Lyckås Gård

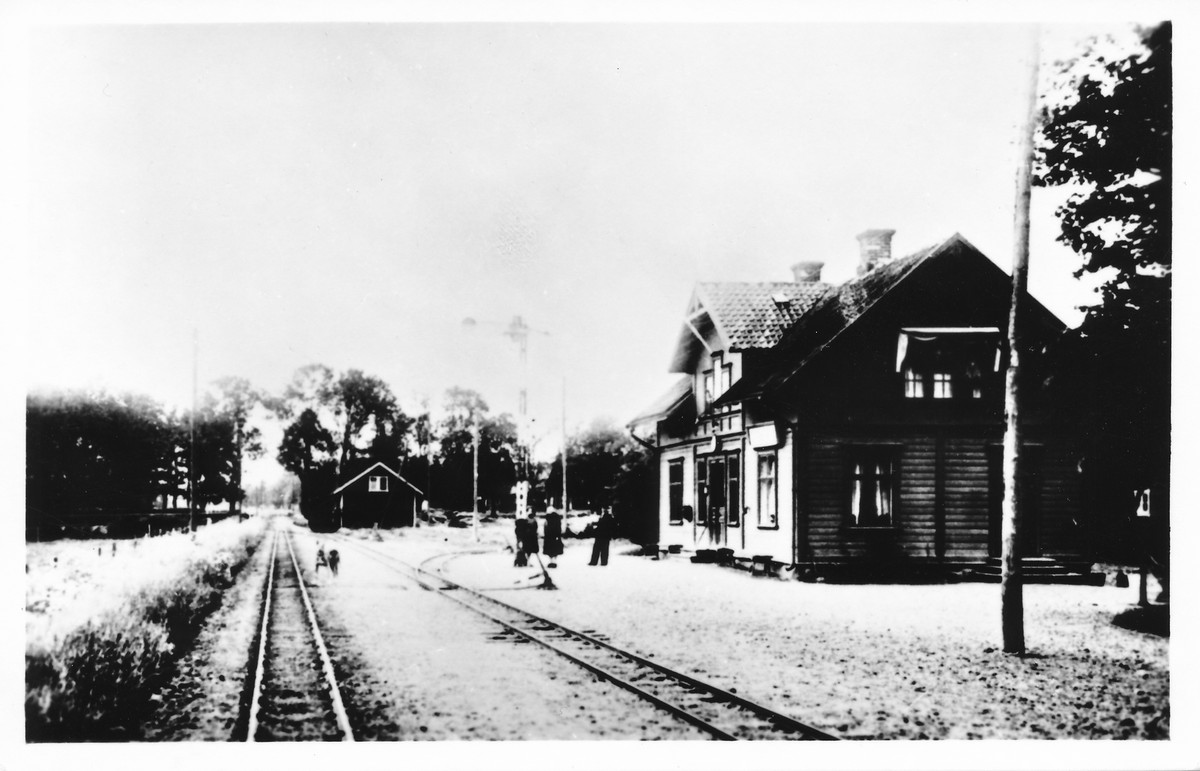
Järnvägsstationen Lyckås Gård.

Lyckås var åren 1895–1899 ändstation för Gripenbergsbanan. På stationen fanns stationshus, magasin och ett lokstall med plats för ett lok. Lokstallet brann ned 1899 och återuppbyggdes inte. Från stationen gick det stickspår till ett tegelbruk, en ångsåg och ett spannmålsmagasin.